# إرنست كيرلاخ
إرنست كيرلاخ (بالألمانية: Ernst Gerlach)‏ (19 مارس 1947 في ألمانيا - ) هو لاعب كرة يد ألمانيا الشرقية وألماني (وحمل سابقاً جنسية ألمانيا الشرقية) في مركز ظهير ‏. شارك في كرة اليد في الألعاب الأولمبية الصيفية 1980 – منافسة الرجال ‏. ولعب مع نادي ماغديبورغ لكرة اليد.

## وصلات خارجية
- إرنست كيرلاخ على موقع أوليمبيديا (الإنجليزية)